# Сероцьк (гміна)
Гміна Сероцьк (пол. Gmina Serock) — місько-сільська гміна у центральній Польщі. Належить до Леґьоновського повіту Мазовецького воєводства.
Станом на 31 грудня 2011 у гміні проживало 13110 осіб.

## Площа
Згідно з даними за 2007 рік площа гміни становила 108.96 км², у тому числі:
- орні землі: 57.00%
- ліси: 20.00%

Таким чином, площа гміни становить 27.95% площі повіту.

## Населення
Станом на 31 грудня 2011:
| Опис     | Загалом | Загалом | Чоловіки | Чоловіки | Жінки | Жінки |
| -------- | ------- | ------- | -------- | -------- | ----- | ----- |
| одиниця  | осіб    | %       | осіб     | %        | осіб  | %     |
| все      | 13110   | 100     | 6450     | 49.20    | 6660  | 50.80 |
| міське   | 4006    | 100     | 1946     | 48.58    | 2060  | 51.42 |
| сільське | 9104    | 100     | 4504     | 49.47    | 4600  | 50.53 |

## Сусідні гміни
Гміна Сероцьк межує з такими гмінами: Велішев, Вінниця, Затори, Насельськ, Непорент, Покшивниця, Помехувек, Радзимін, Сомянка.